# Stazione di Teano
La stazione di Teano è una stazione ferroviaria posta sulla linea Roma–Napoli via Cassino. È gestita da RFI ed è al servizio del comune di Teano.

## Storia
La stazione venne inaugurata il 14 ottobre 1861, in concomitanza con l'inaugurazione della tratta tra Capua e Tora-Presenzano, avendo inizialmente una discreta frequentazione, pur essendo a circa 2 km dal centro abitato principale, poi diminuita con l'avvento del trasporto su gomma e con la chiusura dello scalo merci.

## Strutture e impianti
La stazione dispone di 2 binari per il servizio viaggiatori, oltre a diversi binari e binari tronchi usati in passato, ora dismessi e scollegati dalla rete.

## Movimento
La stazione è servita dalle relazioni regionali Trenitalia svolte nell'ambito del contratto di servizio stipulato con la regione Campania.
La stazione, al 2007, aveva un traffico giornaliero di 192 unità.

## Servizi
- Sala d'attesa